# Novhorod-Siversky
Novhorod-Siversky (Oekraïens: Новгород-Сіверський, Novhorod-Siversky, Russisch: Новгород-Северский, Novgorod-Severski) is een historische stad in de oblast Tsjernihiv van Oekraïne. Het is het administratieve centrum van het Rayon Novhorod-Siversky in de Oblast Tsjernihiv, en is gelegen aan de oever van de Desna, 330 km van de hoofdstad Kiev en 45 km ten zuiden van de Russische grens. De huidige bevolking wordt geschat op 15.000.

## Geschiedenis
De stad, gelegen in de historische regio Severië, wordt voor het eerst vermeld in 1044. Sinds 1098 was het de hoofdstad van het vorstendom Novgorod-Severski, een bufferstaat tegen invallen van de Koemanen en andere steppevolkeren. Een van de vele campagnes van de lokale vorsten tegen de Koemanen gaf inspiratie tot het Igorlied, het grote epos uit de vroege Oost-Slavische literatuur.
Na de vernietiging van de stad door de Mongolen in 1239 gaat het bezit naar de vorsten van Brjansk en vervolgens naar het grootvorstendom Litouwen. De stad werd geregeerd door Kaributas, zoon van Algirdas. Na de Slag van Vedrosja in 1503 verkreeg Moskou het gebied, maar na de Tijd der Troebelen moest het het teruggeven aan het Pools-Litouwse Gemenebest.
Als gevolg van de Pools-Russische Oorlog van 1654-1667 kwam de stad uiteindelijk bij Rusland. Tijdens het Kozakken-Hetmanaat kreeg de stad de status van sotnia (honderdtal) en later polkovoi (regimentsstad).
Novhorod-Siversky werd een belangrijk cultureel centrum van Linkeroever-Oekraïne. Het werd de hoofdstad van het Gouvernement Novgorod-Severski in 1782-1797. Hierna daalde het belang van de stad echter gestaag.
Tijdens de Tweede Wereldoorlog werd Novhorod-Siversky van 26 augustus 1941 tot 16 september 1943 door het Duitse leger bezet.

## Architectuur
- Het Transfiguratieklooster (Спасо-Преображенский монастырь), voormalige residentie van de metropolieten van Tsjernihiv, met talrijke gebouwen uit de 16e tot 18e eeuw, waarbij de kathedraal met vijf koepels in classicistische stijl (1791-1796, architect Giacomo Quarenghi) een centrale plaats inneemt.
- De Hemelvaartskathedraal (Городской Успенский собор) - Oekraïense barok (1671-1715), met klokkentoren uit 1820. De architectuur heeft veel overeenkomsten met de Christus-Geboortekathedraal in Starodoeb.
- De Nicolaaskerk (Никольская церковь) - een houten kerk uit 1720 en voorbeeld van Oekraïense volksarchitectuur.
- Triomfboog, gebouwd in 1786-1787 ter gelegenheid van het bezoek van keizerin Catharina II.

Afbeeldingen
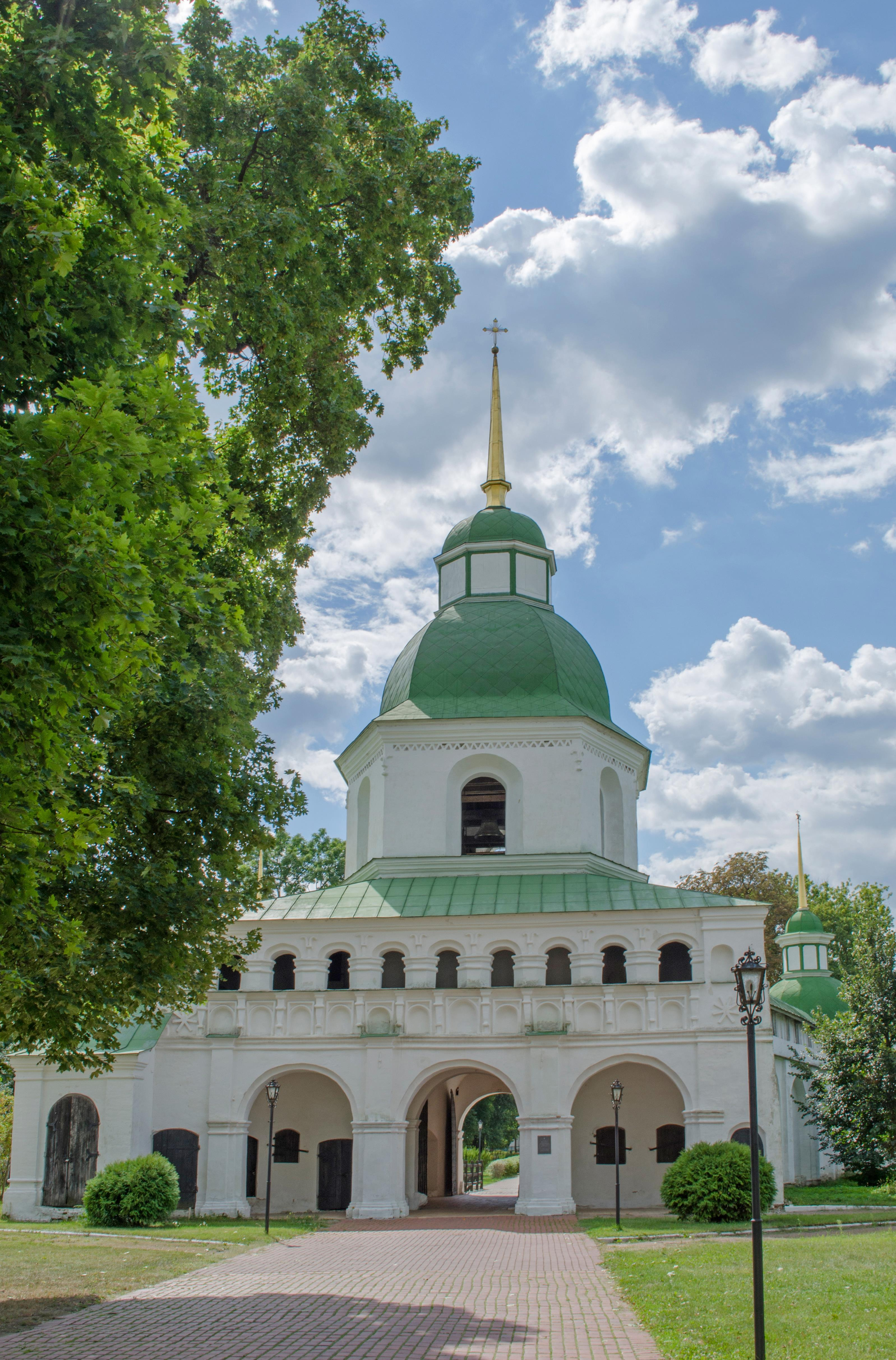
Transfiguratieklooster
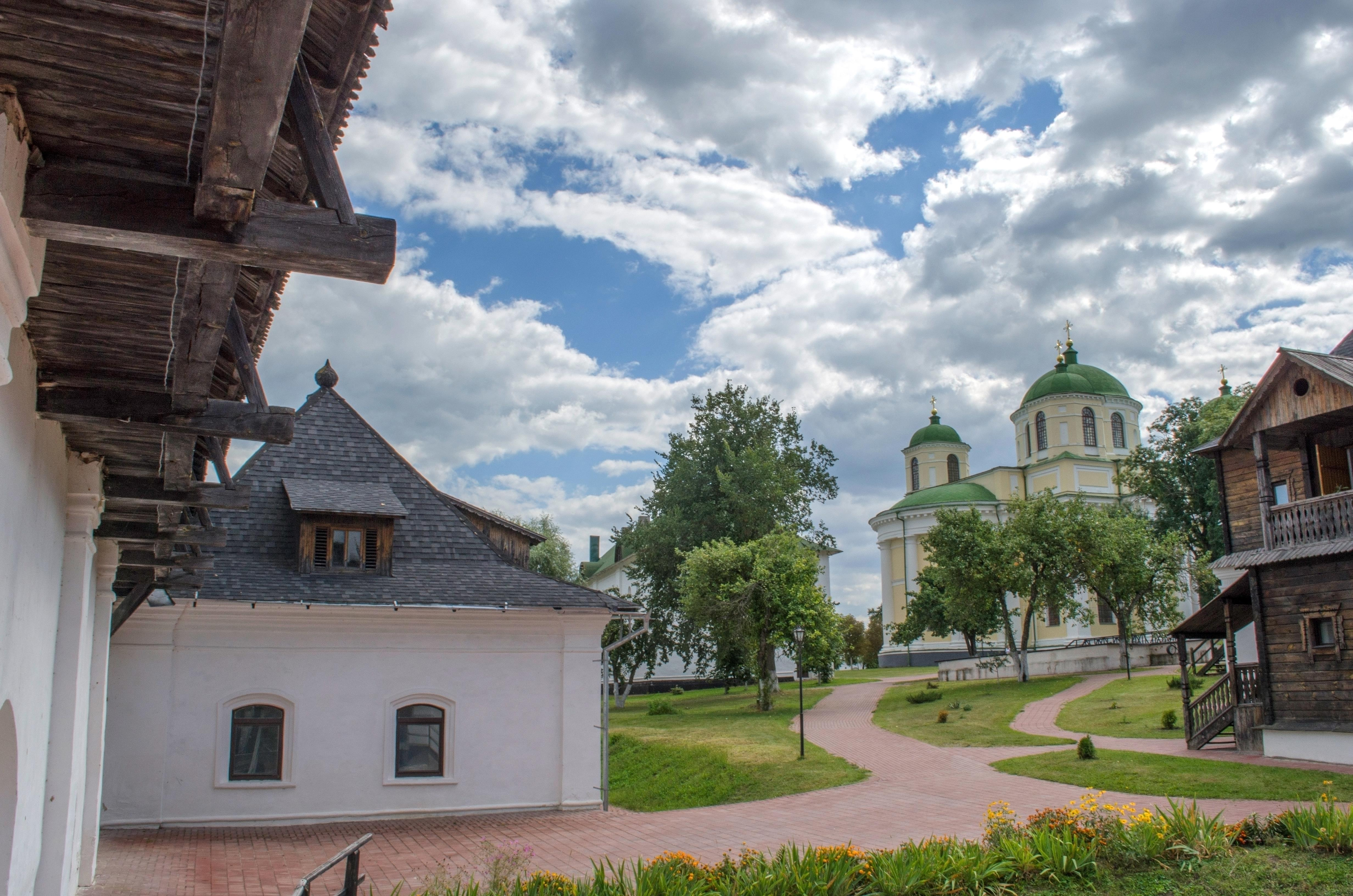
Transfiguratieklooster
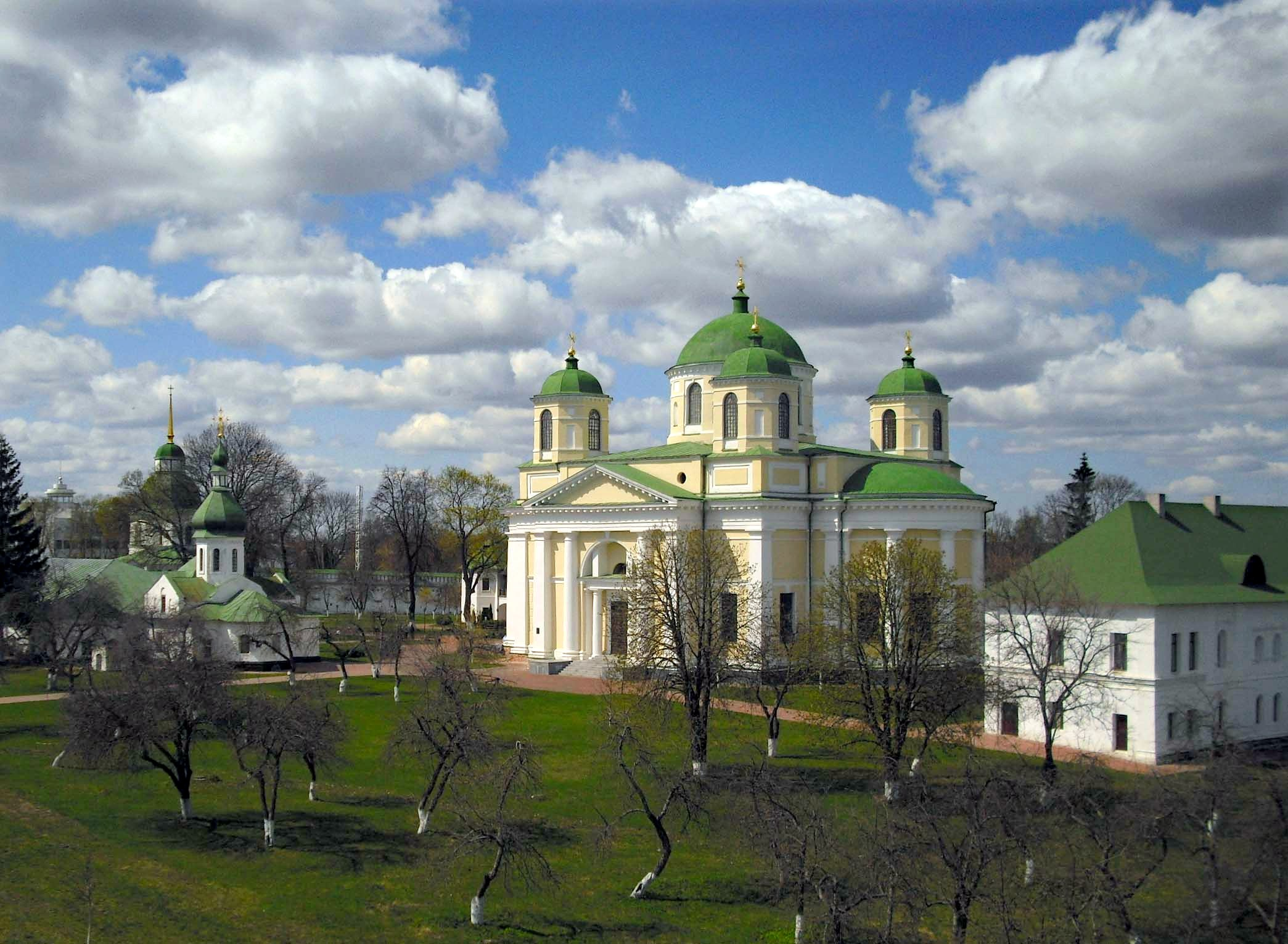
Transfiguratiekathedraal
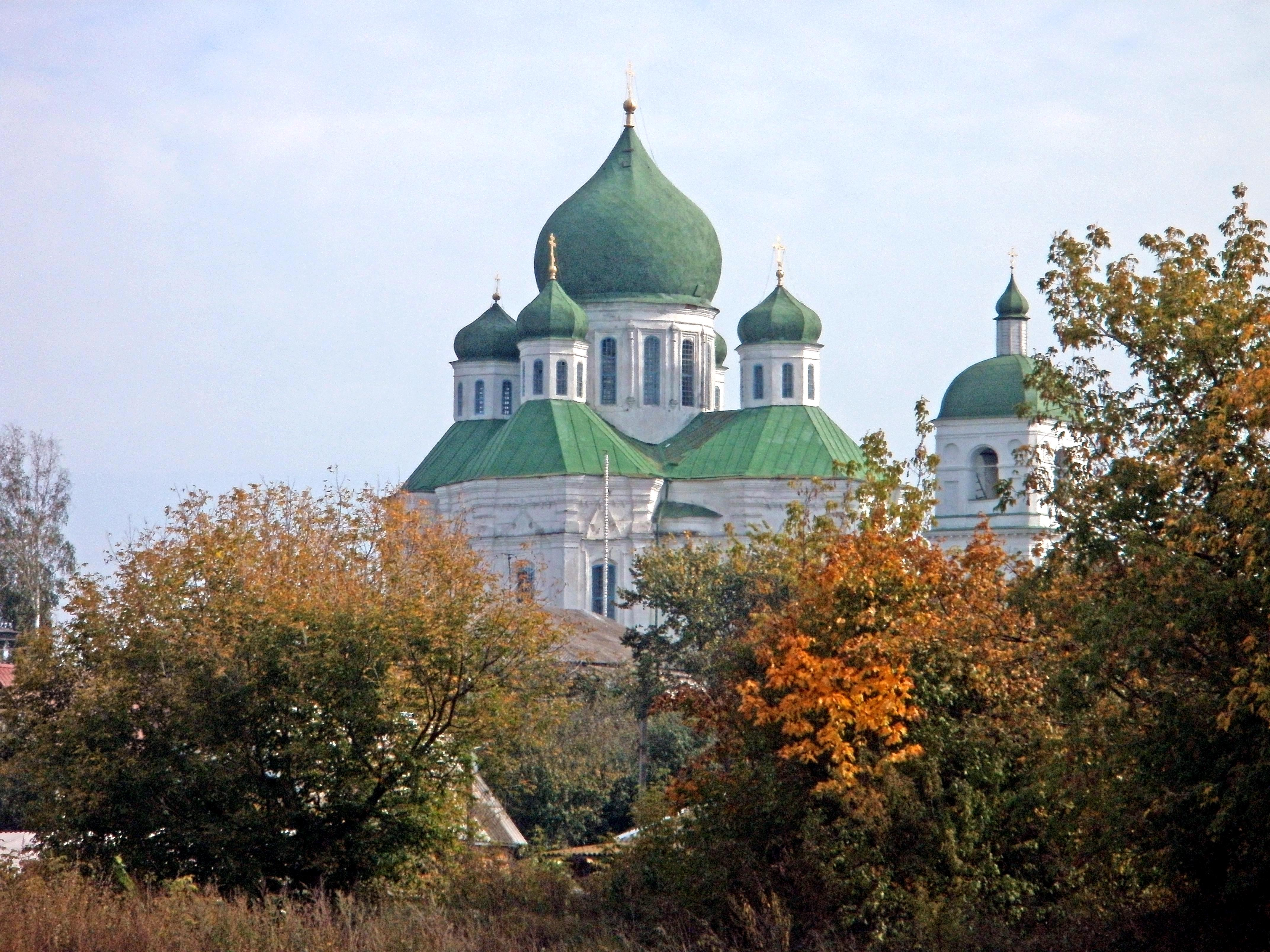
Hemelvaartskathedraal
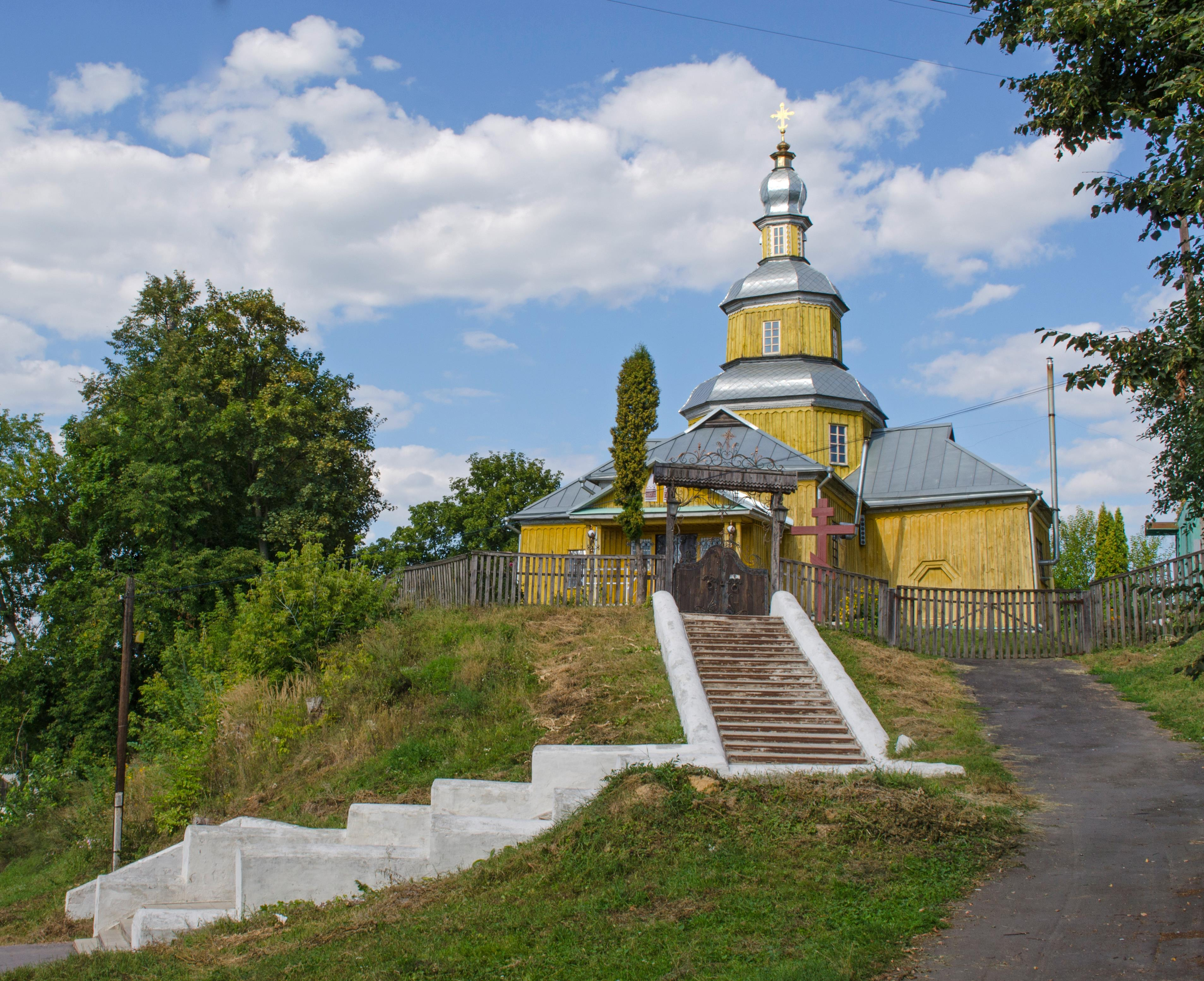
Nicolaaskerk
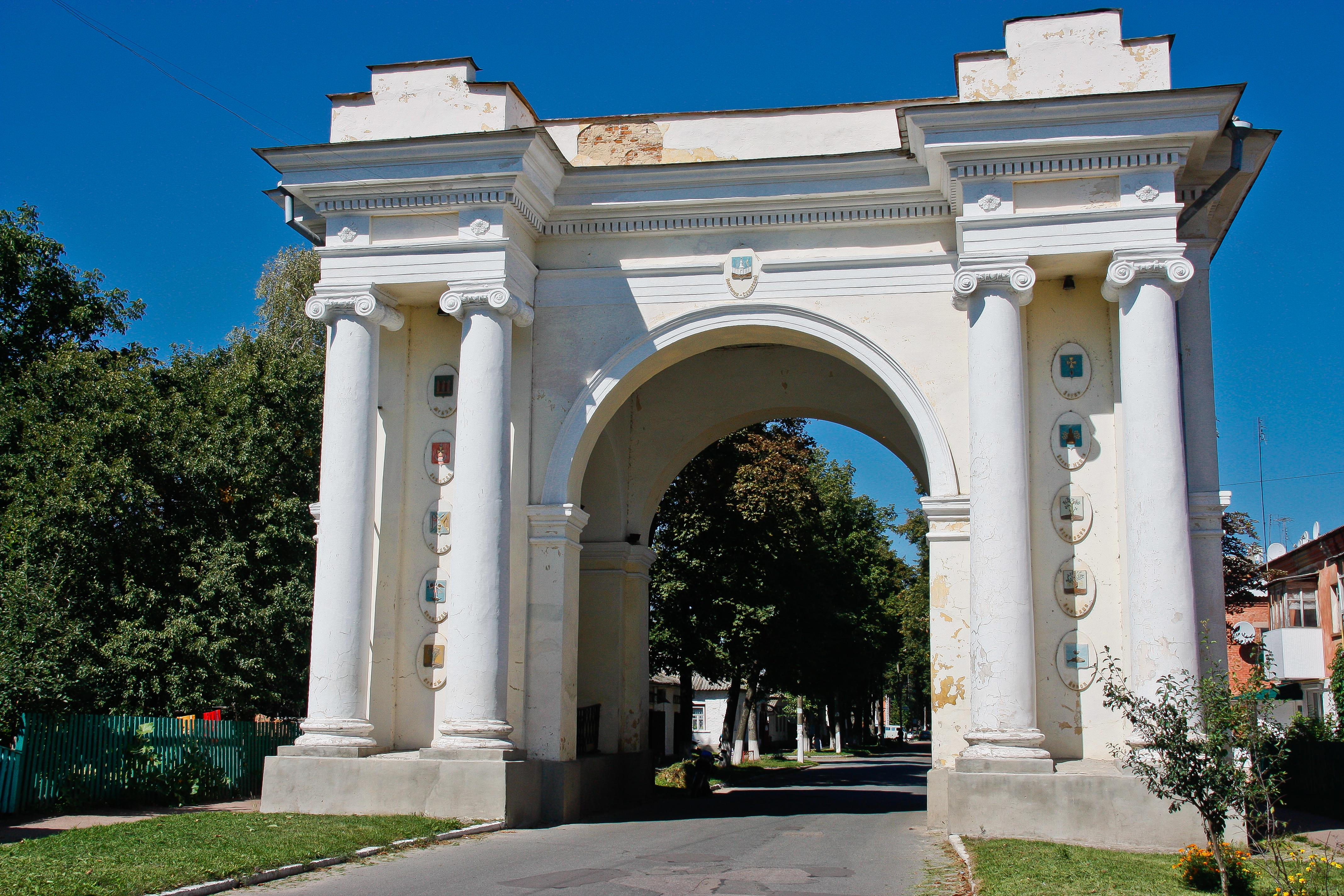
Triomfboog